# Orden de los Hermanos Betlemitas
La Orden de los Hermanos Betlemitas, cuyo nombre oficial es Orden de Hermanos de Belén (o Bethlehem), es una Orden religiosa católica masculina, de vida apostólica y de derecho pontificio, fundada en 1653 en Guatemala por el misionero español Pedro de San José de Betancur, con el fin de servir a los pobres. Tiene la particularidad de ser la primera orden religiosa fundada en tierras americanas y la última Orden religiosa de la Iglesia Católica. A los religiosos de este instituto se les conoce como hermanos betlemitas o simplemente como betlemitas (o bethlemitas) y posponen a sus nombres las siglas O.B.

## Historia

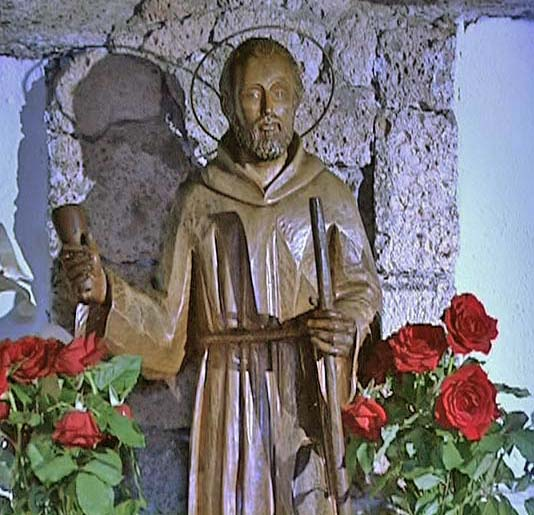
Pedro de San José de Betancur, fundador de la Orden de los Betlemitas. En la foto, estatua del Santo ubicada en la Cueva del Santo Hermano Pedro en Tenerife (España).

La Orden de los Hermanos de Nuestra Señora de Bethlem tiene su origen en el misionero español, Pedro de San José de Betancur, más conocido como el Hermano Pedro. Sin embargo, en la consolidación de la obra tuvo mucho que ver el hijo del gobernador de la Provincia de Costa Rica, Rodrigo Arias Maldonado y Góngora, y otros terciarios franciscanos, discípulos del hermano Pedro. La Orden fue aprobada por el papa Inocencio XI en 1687. En 1674, llegaron a la Nueva España los primeros frailes Betlemitas y 20 años después contaban, junto a su convento de la calle Tacuba, con un hospital de menesterosos, donde además de atender enfermos, enseñaban a los niños y alimentaban a los pobres.
Rodrigo Arias fue trasladado a Lima, allí se encargó del Hospital del Carmen, en 1672. A esta fundación siguieron rápidamente otras en varias ciudades del Perú. De aquí pasaron los Betlemitas a Quito y de esa casa prosiguieron a Popayán, en el Nuevo Reino de Granada. Estos religiosos usaban un hábito pardo, ceñido a la cintura con cinturón negro de cuero y capa del mismo color; calzaban sandalias y se dejaban crecer la barba.
La orden fue suprimida en 1820 cuando contaban solo en la Nueva España con más de 20 hospitales y una decena de escuelas por donde pasaron miles de niños. Uno de los hospitales que tuvieron que abandonar albergó en 1823 el Colegio Militar recién fundado.
En 1861 la madre Encarnación Rosal (1820-1886) restaura la rama femenina de la orden. Pedro de San José de Betancur y la madre Encarnación Rosal son para la Orden Bethlemita, lo que Francisco y Clara de Asís son para la Orden Franciscana, o Domingo de Guzmán y Catalina de Siena para la Orden Dominica. En 1984 el papa Juan Pablo II autoriza la puesta en marcha de la rama masculina.
El 16 de enero de 1984, la rama masculina de la Orden es restaurada por Decreto de la Santa Sede, con el nombre de Orden de los Hermanos de Belén, nombrándose en el mismo decreto como superior-delegado para la restauración a Luis Álvarez García (1917-2002, Luis de la Cruz). El 25 de abril de 1986, con la profesión de los primeros religiosos betlemitas, queda restaurada, de hecho y de derecho, con sede en San Cristóbal de La Laguna, en la isla de Tenerife (España), donde se encuentra actualmente la Casa de Gobierno y de Formación. También se han creado casas de formación en Guatemala.
El fundador de la Orden, Pedro de San José Betancur fue beatificado en 1980 en la Basílica de San Pedro de la Ciudad del Vaticano y canonizado en la Ciudad de Guatemala por el papa Juan Pablo II en 2002. Es el primer santo nativo de las Islas Canarias, así como también se lo considera el primer santo de Guatemala y Centroamérica. Debido a su labor misionera y pastoral, y por ser uno de los introductores del belenismo en el Nuevo Mundo, es popularmente conocido como el "San Francisco de Asís de las Américas", además es considerado el evangelizador de Guatemala. La restauración de la orden se debe, en gran medida, a la Fundación Obras Sociales del Santo Hermano Pedro, que actualmente rescata el legado de su fundador.

## Organización

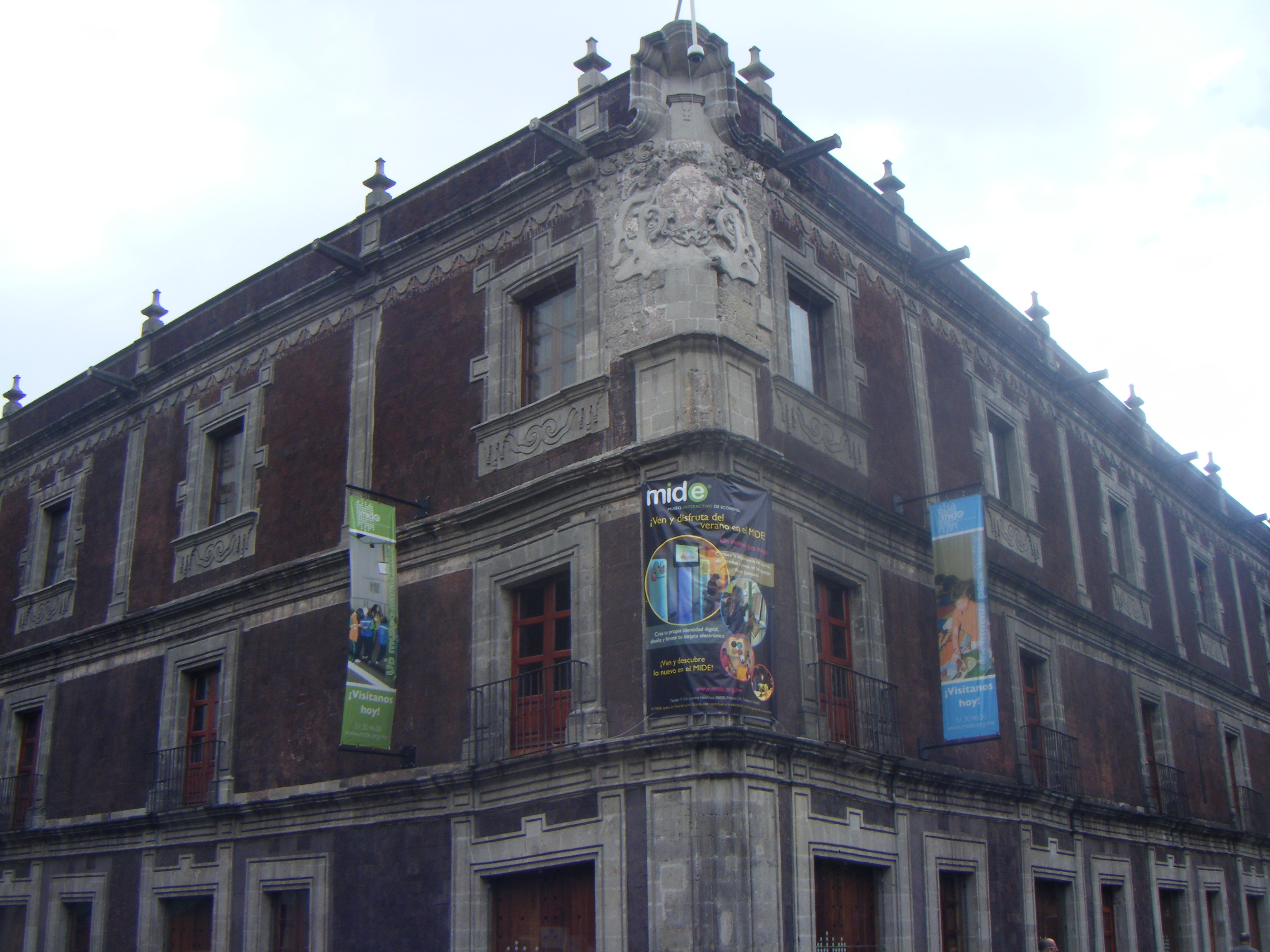
El antiguo Hospital de Bethlemitas de la Ciudad de México, actualmente Museo Interactivo de Economía.

La Orden de los Hermanos de Belén es un instituto religioso centralizado, de derecho pontificio, cuyo gobierno es ejercido por un superior general delegado. La casa general se encuentra en la ciudad de San Cristóbal de La Laguna en la isla de Tenerife (Canarias).
Los betlemitas se dedican a las obras de misericordia, especialmente hacia los enfermos convalecientes. En 2015, el instituto contaba con unos 17 religiosos y dos comunidades, la de San Cristóbal de La Laguna (España) y la otra en Antigua Guatemala (Guatemala).

## Personajes
- Pedro de San José de Betancur (1626-1667), santo, español, nacido en las Islas Canarias, fundador de la Orden, es venerado como santo en la Iglesia católica, elevado a los altares por el papa Juan Pablo II, el 30 de julio de 2002. Su fiesta se celebra el 25 de abril,[7] aunque suele trasladarse al día anterior (24 de abril)[9] debido a que el 25 es la festividad de San Marcos Evangelista.
- Rodrigo Arias Maldonado y Góngora (1637-1716), español, discípulo del hermano Pedro, fue militar y funcionario. Posteriormente ingresó a la Orden betlemita y llegó a ser su superior general.[5]